# Destins (bande dessinée)
Pour les articles homonymes, voir Destins (homonymie).
Destins est une série de bande dessinée créée par Frank Giroud, publiée chez Glénat.
Cette série, terminée, comporte 14 tomes et aura réuni autour de Giroud vingt-cinq auteurs différents (12 scénaristes et 13 dessinateurs). Les trois premiers tomes sont sortis en janvier 2010.

## Synopsis
Ellen Baker, une jeune Américaine, tue un vigile à l’occasion d’un hold-up raté commis avec son petit ami, un activiste d’extrême gauche violent.
Elle fuit en Angleterre mais, 17 ans plus tard, son passé la rattrape et elle apprend qu’une autre femme, accusée à sa place, va être exécutée… Comment va-t-elle réagir ?

## Concept original de la série
À chaque fin d’album, un dilemme va se poser. Ellen pourra, à chaque fois, choisir entre deux attitudes radicalement différentes. Les 2 albums suivants présenteront l'évolution de sa vie en fonction de son choix… et ainsi de suite.
Le dernier tome verra toutes les histoires se regrouper.
Un exercice de style similaire était utilisé dans le film Smoking / No Smoking, réalisé par Alain Resnais écrit par Agnès Jaoui et Jean-Pierre Bacri d’après une pièce d’Alan Ayckbourn.

## Albums
- 1 Le Hold-up, janvier 2010
Scénario : Frank Giroud - Dessin : Michel Durand - Couleurs : Bertrand Denoulet
- 2 Le Fils, janvier 2010
Scénario : Frank Giroud et Virginie Greiner - Dessin et couleurs : Daphné Collignon
- 3 Piège africain, janvier 2010
Scénario : Frank Giroud et Pierre Christin - Dessin : Yves Lécossois et Luc Brahy - Couleurs : Yves Lécossois et Sébastien Gérard
- 4 Paranoïa, 2010
Scénario : Frank Giroud et Valérie Mangin - Dessin : Daniel Hulet - Couleurs : Dina Kathelyn
- 5 Le Fantôme, 2010
Scénario : Frank Giroud et Éric Corbeyran - Dessin : Espé - Couleurs : Dimitri Fogolin
- 6 Déshonneurs, octobre 2010
Scénario : Frank Giroud et Kris - Dessin : Gilles Mezzomo - Couleurs : Nadine Thomas
- 7 Une belle histoire, octobre 2010
Scénario : Rodolphe - Dessin : Jean-Luc Serrano - Couleurs : Marie-Paule Alluard
- 8 Family van, janvier 2011
Scénario : Philippe Bonifay - Dessin et couleurs : Loïc Malnati
- 9 Le Procès, janvier 2011
Scénario : Frank Giroud et Denis Lapière - Dessin : Olivier Berlion - Couleurs : Christian Favrelle
- 10 Le Mur, septembre 2011
Scénario : Frank Giroud et Florent Germaine - Dessin et couleurs : Sébastien Goethals
- 11 L’Ancêtre, septembre 2011
Scénario : Frank Giroud et Matz - Dessin et couleurs : Béhé
- 12 La Prison, octobre 2011
Scénario : Frank Giroud et Frédéric Richaud - Dessin et couleurs : Eugenio Sicomoro
- 13 La Vengeance, octobre 2011
Scénario : Frank Giroud et Makyo - Dessin et couleurs : Ruben Pellejero
- 14 Ellen, janvier 2012
Scénario : Frank Giroud - Dessin : Michel Durand - Couleurs : Meephe Versaevel

## Éditeurs
- Glénat (collection « Grafica ») : tomes 1 à 13 (première édition des tomes 1 à 13)